# Chiesa della Santissima Trinità (Oltre il Colle)
La chiesa della Santissima Trinità è il principale luogo di culto cattolico di Zorzone frazione di Oltre il Colle in provincia e diocesi di Bergamo. Fa parte del vicariato di Selvino-Serina.

## Storia
Un edificio di culto fu edificato nella località di Zorzone nel XVII secolo e eretta canonicamente a parrocchiale il 24 settembre 1636 con decreto del vescovo Luigi Grimani. Il nuovo edificio fu consacrato dal vescovo ausiliare Giovan Battista Dovera il 21 giugno 1644 e intitolata alla Santissima Trinità.
Successivamente, nel 1659, fu il vescovo san Gregorio Barbarigo a citare negli atti della sua visita pastorale la chiesa: aveva il giuspatronato della vicinia e il solo sacerdote era mercenario stipendiato dai vicini, faceva parte della chiesa plebana di Dossena.
Nel 1666 la chiesa fu inserita nel “Sommario delle chiese di Bergamo”, elenco redatto dal cancelliere della curia vescovile Giovanni Giacomo Marenzi e indicata come mercenaria e sotto l'invocazione della Santissima Trinità, il clero era retto da un solo curato mercenario e vi era la scuola della Cintura che reggeva l'altare della Madonna della Cintura.
Nel 1699 la chiesa ricevette la visita del vescovo Giovanni Paolo Dolfin. Alla relazione fu allegato un documento redatto dall'allora parroco dal quale si deduce che vi erano tre altari, di cui quello maggiore retto dalla scuola del Santissimo Sacramento e il secondo, intitolato alla Beata Vergine della Cintura con la confraternita omonima. La chiesa era gestita dai vicini e ivi era un solo curato mercenario coadiuvato da un cappellano.
La chiesa non rispondeva più alle esigenze dei vicini, fu quindi ricostruita nel 1745 su progetto di Giovan Battista Caniana e ultimata nel decennio successivo. Il nuovo altare fu costruito solo nel 1795 dalla famiglia Palazzi, che godeva del giuspatronato. 
Il Novecento vide la chiesa oggetto di lavori di decorazione e ammodernamento. Nel 1911 gli evangelisti sui pennacchi della cupola e ulteriori affreschi furono dipinti dall'artista Umberto Marigliani. Furono poi eseguiti lavori di pavimentazione e abbellimento con la posa nel 1985 del nuovo altare rivolto verso il popolo in ossequio all'adeguamento liturgico delle chiese.
Il 27 maggio 1979 con decreto del vescovo Giulio Oggioni la chiesa fu inserita nel vicariato di Selvino-Serina.

## Descrizione

### Esterno
L'edificio di culto dal classico orientamento liturgico con abside rivolta a oriente è anticipato dal sagrato posta a livello inferiore rispetto alla viabile urbana con pavimentazione in porfido e pietra bianca disposti su disegno geografico. Il fronte principale è anticipato dal porticato a un'unica campata con volta a crociera retta da due pilastri in muratura coperto da tetto a tre spioventi. Il portico protegge l'ingresso principale con ingresso modanato sormontato dallo stemma vescovile. L'ordine superiore è tripartito da lesene in muratura che reggono il frontone con il timpano triangolare dove è posto centralmente un disegno e l'intitolazione della chiesa. Centrale un'ampia finestra inserita in un disegno barocco atta a illuminare l'aula.

### Interno
L'interno e a unica navata divisa in tre campate da lesene in stucco a finto marmo con ampia zoccolatura e coronati da capitelli corinzi che reggono la trabeazione e il cornicione che percorre tutta l'aula. Tra le prime due campate vi è la volta a botte con unghie che si aprono sulle finestre. La seconda campata ha la volta con cupola completa di pennacchi sorretta da quattro arconi con finestre. Questa ha la raffigurazione in un medaglione in stucco della Madonna Assunta, mentre altri medaglioni raffigurano i quattro evangelisti e le tre virtù. La controfacciata conserva la tela Gesù tra i dottori del tempio, inserita in una cornice sempre in stucco.
Il battistero è posto a sinistra della prima campata con vasca in marmo rosso completa di copertura a tempietto, la cappella conserva la statua di san Rocco con due angeli. Corrispondente a destra la parte dedicata alla zona penitenziale con confessionali lignei e la statua di santa Agnese. L'altare della Madonna del Rosario con la statua della Vergine col Bambino è posto dentro una nicchia a sinistra della seconda campata. Corrispondente a destra l'altare del Crocifisso, con le statue dell'Immacolata e santa Barbara poste nelle relative nicchie. La campata successiva è dedicata agli ingressi laterali e a quello che conduce alla sagrestia e alla torre campanaria.
La zona presbiteriale, anticipata dall'arco trionfale e rialzata da tre gradini è di misure minori rispetto alla navata ed è coperta con una volta a botte; termina con coro absidato con catino. Ai lati vi sono le due cantorie lignee con decori in oro.